# Irina Borissowna Strachowa
Irina Borissowna Strachowa (russisch Ирина Борисовна Страхова, engl. Transkription Irina Strakhova; * 4. März 1959 in Nowosibirsk) ist eine ehemalige russische Geherin, die für die Sowjetunion antrat. 
Erst 1984 begann sie mit dem Hochleistungssport. Am 26. September 1986 stellte sie mit 44:38 min einen Europarekord über 10 km auf.
Im Jahr darauf wurde sie Zweite beim Geher-Weltcup. Im selben Jahr stand bei den Weltmeisterschaften 1987 in Rom zum ersten Mal das Frauengehen auf dem Programm. Das Rennen litt unter der Hitze und der hohen Luftfeuchtigkeit. Strachowa ging die 10-Kilometer-Strecke zunächst vorsichtig an und lag nach fünf Kilometern noch hinter der Spitzengruppe. Nach 44:12 min kam Strachowa aber als erste über die Ziellinie und gewann vor der Australierin Kerry Saxby (44:23 min) und der Chinesin Yan Hong (44:42 min). Vierte wurde die amtierende Europameisterin Mari Cruz Díaz aus Spanien.  
1991 siegte Strachowa beim Geher-Weltcup. Bei den Weltmeisterschaften in Tokio wurde sie Vierte in 43:40 min, hatte mit 27 Sekunden allerdings einen großen Rückstand auf die drittplatzierte Finnin Sari Essayah.
Irina Strachowa ist 1,68 m groß und wog zu ihrer aktiven Zeit 54 kg.

## Bestzeiten
- 10 km Gehen: 42:44 min, 17. Februar 1991, Sotschi
- 20 km Gehen: 1:34:31 h, 29. Mai 1987, Värnamo (ehemaliger Europarekord)